# West Brookfield
West Brookfield är en kommun (town) i Worcester County i delstaten Massachusetts, USA med 3 833 invånare (2020).